# Vương Bá Đương
Vương Bá Đương (chữ Hán: 王伯当, ? – 619), không rõ tên tự, không rõ quê quán, tướng lãnh khởi nghĩa Ngõa Cương cuối đời Tùy, bộ tướng tâm phúc của thủ lĩnh Lý Mật.

## Cuộc đời và sự nghiệp
Năm Đại Nghiệp thứ 12 (616) nhà Tùy, Bá Đương khởi binh ở huyện Tế Dương . Lý Mật thông qua sự giới thiệu của ông mà gặp được thủ lĩnh nghĩa quân Ngõa Cương là Trạch Nhượng, sau đó Mật và Bá Đương cùng gia nhập nghĩa quân Ngõa Cương. Ông theo Lý Mật đánh bại các cánh quan quân của Trương Tu Đà, Vương Thế Sung, trở thành tâm phúc của ông ta. Lý Mật được tôn là Ngụy công, phong Bá Đương làm Lang Gia quận công. Khi Lý Mật giết chết Trạch Nhượng, binh sĩ muốn giết cả Từ Thế Tích, ông quát lên ngăn lại. Bộ hạ của Trạch Nhượng được chia cho Từ Thế Tích, Thiện Hùng Tín, Bá Đương.
Tháng 12 ÂL năm Vĩnh Bình (do Lý Mật đặt ra) đầu tiên (617), Lý Mật tấn công Lạc Dương của Vương Thế Sung, Bá Đương đánh thành, trước thua sau thắng, giết hơn ngàn tên địch, Thế Sung vì vậy đóng cửa không ra.
Tháng 9 ÂL năm thứ 2 (618), Bá Đương giữ thành Kim Dung trong khi Lý Mật giao chiến với Vương Thế Sung. Lý Mật đại bại, trong khi thủ hạ của ông ta ly tán, ông theo Lý Mật vào Quan Trung hàng Đường. Bá Đương được Lý Uyên cho làm Tả vũ vệ tướng quân, Lý Mật làm Quang lộc khanh. Lý Mật bất mãn, cùng ông mật mưu về Trung Nguyên đến chỗ Từ Thế Tích ở Lê Dương và Trương Thiện Tương ở Tương Thành, hòng xây dựng lại quân Ngõa Cương, vờ xin Đường hoàng đế Lý Uyên cho mình đi chiêu dụ bộ hạ cũ.
Ngày 29 tháng 11 ÂL năm Vũ Đức đầu tiên (618), Lý Mật cùng Giả Nhuận Phủ và Bá Đương lên đường, ở Hoa Châu, Nhuận Phủ biết chuyện, khuyên Mật dừng tay. Lý Mật đòi giết Nhuận Phủ, ông xin tha, Nhuận Phủ thoát chết, chạy đi Hùng Châu. Bá Đương cũng cho rằng Mật ắt bại, sau khi ông ta từ chối bỏ cuộc, ông vẫn tiếp tục đi theo. Ngày 30 tháng chạp ÂL (tức 20 tháng 1 năm 619), Lý Mật chiếm huyện Đào Lâm , sau đó chạy đến Tương Thành tìm Trương Thiện Tương. Tướng Đường là Hữu dực vệ tướng quân Sử Vạn Bảo, Hành quân tổng quản Thịnh Ngạn Sư tại phía nam núi Hùng Nhĩ đặt mai phục, giết chết Lý Mật và Bá Đương.

## Trong tiểu thuyết thông tục
Theo các tiểu thuyết thông tục đời Minh – Thanh, ông có tên là Dũng, tự Bá Đương, ngoại hiệu Dũng tam lang, có tài thiện xạ, người huyện Tế Dương, tham gia khởi nghĩa Ngõa Cương, sau đó giới thiệu Lý Mật gia nhập nghĩa quân. Phần còn lại rất sát với mô tả trong sử cũ.
Trong Tùy Đường diễn nghĩa, Bá Đương xếp thứ 6 ở trại Ngõa Cương, xếp thứ 17 trong Tùy Đường 18 anh hùng. Trong các dị bản của Thuyết Đường diễn nghĩa toàn truyện, ông không được liệt vào 18 anh hùng, hoặc xếp thứ 14. Trong Hưng Đường truyện, ông xếp thứ 14. Các tác phẩm này đều kể rằng Bá Đương là xạ thủ giỏi nhất đương thời. Ông là một trong Ngũ hổ đại tướng của quân Ngõa Cương, cùng La Thành, Tần Thúc Bảo, Thiện Hùng Tín, Trình Giảo Kim.